# ایست واستر
ایسَت واسترَ Isat-Vastra نام پسر بزرگ زرتشت و ظاهراً از نخستین زن زرتشت بوده‌است. ایسَت واسترَ به معنی کشتزار بزرگ یا آباد کننده و باشندهٔ توانا است. در یسنا ۵۳ فقره ۲ گوید «یاوران دین کی گشتاسپ و پسر زرتشت سپنمان و فراشستر برای خوشنودی خدا راه دین یقینی که اهورامزدا فرستاد، روشن و فراخ کنند.» هر چند که زرتشت از این پسر نام نمی‌برد ولی از سایر قسمت‌های اوستا و کتب پهلوی به نظر می‌رسد که این پسر باید ایست واستر باشد.